# Domnitor
Domnitor (plurale domnitori) era il titolo ufficiale del sovrano dei Principati Uniti di Valacchia e Moldavia (Romania) dal 1859 al 1881.
Il titolo fu utilizzato solo dopo che la Valacchia e la Moldavia scelsero lo stesso governatore nel 1859; precedentemente i sovrani della Valacchia e della Moldavia avevano il titolo di "voivoda" e "hospodar", specialmente dopo che iniziarono ad essere nominati ufficialmente dall'Impero ottomano, anche se in modo non ufficiale erano conosciuti come domnitori. La parola "domnitor" deriva dalla parola rumena "domn" (signore), originata dalla parola latina "dominus".
Vi furono solo due domnitori in Romania: 
| N. | Immagine | Domnitor                          | Inizio          | Fine             |
| -- | -------- | --------------------------------- | --------------- | ---------------- |
| 1° |          | Alexandru Ioan Cuza               | 5 febbraio 1859 | 22 febbraio 1866 |
| 2° |          | Carlo di Hohenzollern-Sigmaringen | 20 aprile 1866  | 15 marzo 1881    |

Nel 1881 Carlo fu incoronato Re di Romania, riconosciuta come nazione indipendente anziché vassalla dell'Impero Ottomano nel 1877-1878.